# 아브리코소브 소용돌이
초전도체에서 아브리코소브 소용돌이는 2종 초전도체의 초전류 소용돌이이다. 초전류는 소용돌이의 핵심인 보통의 비초전도 영역주위로 회전한다. 핵심은 크기가 {\displaystyle \sim \xi }-초전도 결맞는 거리-이다. 초전류는 핵심에서 런던 침투깊이 {\displaystyle \lambda }내에 붕괴한다.
이종 초전도체에서  {\displaystyle \lambda >\xi }임에 주의가 필요하다.
회전하는 초전류는 전체 플럭스가 하나의 플럭스 양자에 해당하는 자기장{\displaystyle \Phi _{0}}를 유도한다.
그리하여 아브리코소브 소용돌이는 플럭슨으로 불린다.
핵심에서 먼 하나의 소용돌이의 자기장 분포는 아래와 같이 기술될 수 있다.
여기서 {\displaystyle K_{0}(z)}는 베셀 함수이다.
위의 공식에 따르면 {\displaystyle r\to 0}에서, 자기장{\displaystyle B(r)\propto \ln(\lambda /r)}, 즉 로그리듬으로 발산한다. 실제로는 {\displaystyle r\lesssim \xi }에 대해 장은 아래와 같이 주어진다.
여기서 κ = λ/ξ는 긴즈부르크 란다우 매개변수로 알려져 있으며 그것은 이종 초전도체에 대해 {\displaystyle \kappa >1/{\sqrt {2}}}이다.
아브리코소브 소용돌이는 이종 초전도체에 우연히 결함등에 잡힐 수 있다.
비록 초기에 2종 반도체가 소용돌이를 지니지 않을지라도 그리고 어떤이가 자기장을 {\displaystyle H} 을 1차 임계계 자기장{\displaystyle H_{c1}}보다 크게 인가하여도 자기장은 아브리코소브 소용돌이를 이용하여 초전도체로 침투한다.
각각의 소용돌이는 플럭스 {\displaystyle \Phi _{0}}의 자기장의 선을 운반한다.
아브리코소브 소용돌이는 (보통 3각의 아마도 결함을 지닌) 격자를 형성한다. 격자는 평균 소용돌이 밀도(플럭스 밀도)가 거의 인가된 외부 자장과 동일하다.